# Алсакеляй
Алсакеляй (лит. Alsakėliai, пол. Ołsoki) — деревня в Тракайском старостве, в Тракайском районе Вильнюсского уезда Литвы. Располагается в 8 км от Бабришек.

## Население
| 1905                           | 1931 | 1959 | 1970 | 1979 | 1989 | 2001 | 2011 |
| ------------------------------ | ---- | ---- | ---- | ---- | ---- | ---- | ---- |
| 22                             | 37   | 43   | 38   | 22   | 18   | 21   | 19   |
| Гистограмма динамики населения |      |      |      |      |      |      |      |